# Kościół św. Jana Chrzciciela w Sokołowie Małopolskim
Kościół świętego Jana Chrzciciela – rzymskokatolicki kościół parafialny należący do dekanatu Sokołów Małopolski diecezji rzeszowskiej.
Budowa świątyni, zaprojektowanej w stylu neogotyckim została rozpoczęta w 1908 roku. Wybuch I wojny światowej przerwał budowę, kościół został ukończony w 1916 roku. Potężna, trójnawowa budowla została wybudowana z cegły i postawiona na piaskowcowym cokole. Jest to budowla halowa, posiadająca pięcioboczny transept. Korpus główny i prezbiterium
posiadają dachy dwuspadowe nakryte blachą. Nad kruchtą jest umieszczona wysoka, czworokątna wieża o dwóch kondygnacjach, zwieńczona dachem hełmowym i czterema sterczynami w kształcie wieżyczek. Nawy posiadają sklepienia gwiaździste. Na zewnątrz Budowla jest opięta przyporami. Fasada jest ozdobiona wieżą. Jej centralnym elementem jest neogotycki portal ozdobiony pinaklami i zakończony trójkątnym szczytem. Częściowo znajduje się w nim triforium umieszczone nad portalem. Na wysokości kalenicy dachu nad nawami wieża jest opasana gzymsem z arkadkowym fryzem. Nad nim w drugiej kondygnacji znajduje się ślepe biforium oraz zwieńczenie w kształcie arkadkowego fryzu i gzymsu. Obecne zwieńczenie wieża posiada od 1958 roku, ponieważ podczas bombardowania Sokołowa Małopolskiego w 1944 roku została częściowo uszkodzona – spalił się wówczas dach hełmowy wieży. Od tego czasu również wnętrze jest pomalowane i posiada zachowaną do dziś polichromię figuralno-ornamentalną autorstwa Adama Marczyńskiego.